# My Sister's Keeper
My Sister's Keeper (bra: Uma Prova de Amor; prt: Para a Minha Irmã) é um filme de drama estadunidense de 2009, dirigido por Nick Cassavetes, com roteiro de Jeremy Leven e do próprio diretor baseado no romance homônimo de Jodi Picoult.

## Sinopse
Concebida por meio de fertilização in vitro, Anna (Abigail Breslin) foi trazida ao mundo para ser uma combinação genética para a sua irmã mais velha, Kate (Sofia Vassilieva), que sofre de leucemia promielocítica aguda.  Quando Kate completa 15 anos, ela passa a sofrer de insuficiência renal. Anna sabe que, se doar um rim, terá uma vida limitada. Desse modo, ela processa os pais para obter emancipação médica e os direitos sobre seu próprio corpo. Anna procura Campbell Alexander (Alec Baldwin), que aceita trabalhar para Anna como seu mandatário, processando a extinção parcial dos direitos parentais.[carece de fontes?]

## Produção e mudanças de elenco
Após a criação original da adaptação para o cinema, as irmãs Dakota Fanning e Elle Fanning foram escaladas para interpretar Kate e Anna respectivamente. No entanto, quando Dakota soube que seria obrigada a raspar a cabeça para o papel, retirou-se do filme, o que Elle fez em seguida. As duas irmãs foram substituídas, então, por Abigail Breslin (como Anna Fitzgerald) e Sofia Vassilieva (Kate Fitzgerald).

## Elenco
- Sofia Vassilieva como Kate Fitzgerald
- Cameron Diaz como Sara Fitzgerald
- Abigail Breslin como Anna Fitzgerald
- Jason Patric como Brian Fitzgerald
- Chris Kinkade como Dr. Nguyen
- David Thornton como Dr. Chance
- Evan Ellingson como Jesse Fitzgerald
- Alec Baldwin como Campbell Alexander
- E.G. Daily como enfermeira Susan
- Lin Shaye como enfermeira Adele
- Joan Cusack como juíza De Salvo
- Heather Wahlquist como Tia Kelly
- Thomas Dekker como Taylor Ambrose
- Olivia Hancock como Kate Fitzgerald jovem
- Brennan Bailey como Jesse Fitzgerald jovem
- Emily Deschanel como Dr. Farquad
- Jeffrey Markle como Dr. Wayne
- Amit Khanduja como chefe de cirurgia

## Dublagem brasileira
- Gerald: Sheila Dorfman[6]
- Anna Fitzgerald: Bruna Laynes[6]
- Brian Fitzgerald: Marcus Jardim[6]
- Kate Fitzgerald: Erika Menezes[6]
- Kelly: Sílvia Goiabeira[6]
- Joan de Salvo: Carla Pompilio[6]

## Recepção

### Resposta da crítica
No site agregador de críticas Rotten Tomatoes, 47% das 126 resenhas dos críticos são positivas. O consenso do site diz: "My Sister's Keeper tem ótimas atuações de atores adultos e mirins, mas a abordagem pesada do diretor transforma um tema emocionalmente relevante em um filme melodramático e comovente." O Metacritic, que usa uma média ponderada, atribuiu ao filme uma pontuação de 51 em 100, baseado em 28 críticos, indicando críticas "mistas ou médias".

### Bilheteria
Em sua semana de estreia, abriu na quinta colocação com um total de 12 442 212 dólares, atrás de Transformers: Revenge of the Fallen, A Proposta (segundo fim de semana), The Hangover (quarto fim de semana), e Up (quinto fim de semana). O filme deixou os cinemas em 8 de outubro de 2009, com um total nacional de 49 200 230 dólares com um adicional 46 514 645 dólares de mercados estrangeiros. Ele arrecadou 95 714 875 dólares mundialmente.

### Prêmios
| Ano  | Prêmio              | Categoria                                                       | Beneficiário       | Resultado                   |
| ---- | ------------------- | --------------------------------------------------------------- | ------------------ | --------------------------- |
| 2009 | Teen Choice Award   | Choice Summer Movie Drama                                       | My Sister's Keeper | Venceu[carece de fontes?]   |
| 2009 | ALMA Awards         | Melhor Atriz em Filme                                           | Cameron Diaz       | Venceu[carece de fontes?]   |
| 2010 | Young Artist Awards | Melhor Performance em um Longa-Metragem - Atriz Jovem Principal | Abigail Breslin    | Venceu[carece de fontes?]   |
| 2010 | Young Artist Awards | Melhor Performance em um Longa-Metragem - Ator Coadjuvante      | Brennan Bailey     | Indicado[carece de fontes?] |
| 2010 | Young Artist Awards | Melhor Performance em um Longa-Metragem - Atriz Coadjuvante     | Sofia Vassilieva   | Venceu[carece de fontes?]   |

## Trilha sonora
Trailer:
- Vega4 – "Life Is Beautiful"

TV spot:
- James Blunt – "Carry You Home"
- Plain White T's – "1, 2, 3, 4"
- Tyrone Wells – "More"

Movie:
- Don Ho – "Tiny Bubbles"
- E.G. Daily – "Life Is Just a Bowl of Cherries"
- Priscilla Ahn – "Find My Way Back Home"
- Jimmy Scott – "Heaven"
- Regina Spektor – "Better"
- Jonah Johnson – "With You"
- Greg Laswell – "Girls Just Want to Have Fun"
- Pete Yorn – "Don't Wanna Cry"
- Phil Xenidis – "Kill Me"
- Jeff Buckley – "We All Fall in Love Sometimes"
- Edwina Hayes – "Feels Like Home"
- Hana Pestle – "These Two Hands"